# 不平坦的球道
《不平坦的球道：黑人高爾夫聯盟的故事》（英語：Uneven Fairways: The Story of the Negro Leagues of Golf）或簡稱《不平坦的球道》（英語：Uneven Fairways），是一部2009年美國電視紀錄片，由丹·萊文森執導，講述非裔美國高爾夫球手的歷史。紀錄片2009年2月11日在美國高爾夫頻道首播，改編自皮特·麥克丹尼爾的《不均衡的謊言》（Uneven Fairways）和卡爾文·辛內特博士的《禁區球道》（Forbidden Fairways）兩本書。

## 外部連結
- Uneven Fairways – official trailer （需要Adobe Flash Player）
- Uneven Fairways at the Golf Channel
- 互联网电影数据库（IMDb）上《不平坦的球道》的资料（英文）